# Velasco el Gascón
Velasco el Gascón (en árabe: بلشك الجلشقي‎, Balask al-Yalasqi) Valí de Pamplona, profranco, desde 799 hasta 816, cuando el Emirato de Córdoba lo venció en la Batalla de Pancorbo. Era hijo de Galindo Belascotenes y de Fakilo, y hermano de García Galíndez. En 798 Guillem de Toulose, que coordinaba las operaciones para conquistar al-Tagr al-Ala, en nombre de Ludovic Pious, convocó el Parlamento de Toulouse, al que asistieron como embajadores Alfonso II de Asturias y Bahlul Ibn Marzuq.